# Fertőrákos
Fertőrákos és un municipi de la província Győr-Moson-Sopron, a Hongria, situat a uns 10 km de Sopron, prop del llac Fertő. El 2011 tenia 2.146 habitants.
Fertőrákos també compta amb un petit port i una platja de sorra amb zona de bany, accés que abans de 1989 es limitava a l'elit comunista.